# Paulinenaue
Paulinenaue är en kommun och ort i Tyskland, belägen i Landkreis Havelland i förbundslandet Brandenburg, 56 km väster om Berlin och 13 km sydost om staden Friesack. Den tidigare kommunen Selbelang uppgick i Paulinenaue den 26 oktober 2003. Kommunen administreras som en kommun inom i kommunalförbundet Amt Friesack..

## Sevärdheter
- Paulinenaues herrgård, uppförd 1833.
- Selbelangs herrgård med park. Den nuvarande byggnaden uppfördes på 1800-talet, men de äldsta grundmurarna är från 1500-talet.
- Nikolaikyrkan i Selbelang i sen tegelgotik, uppförd på 1400-talet.

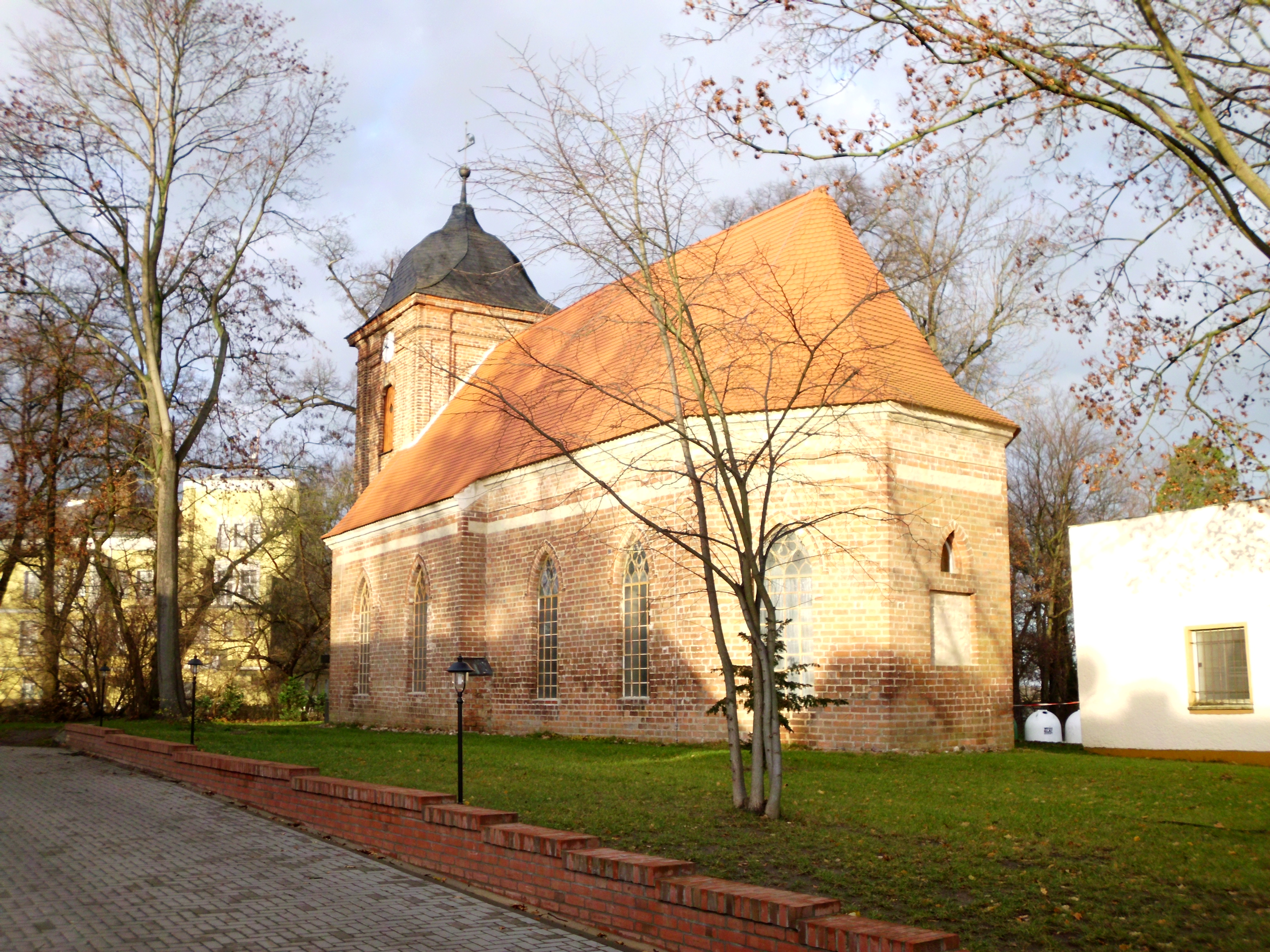
Nikolaikyrkan i Selbelang.
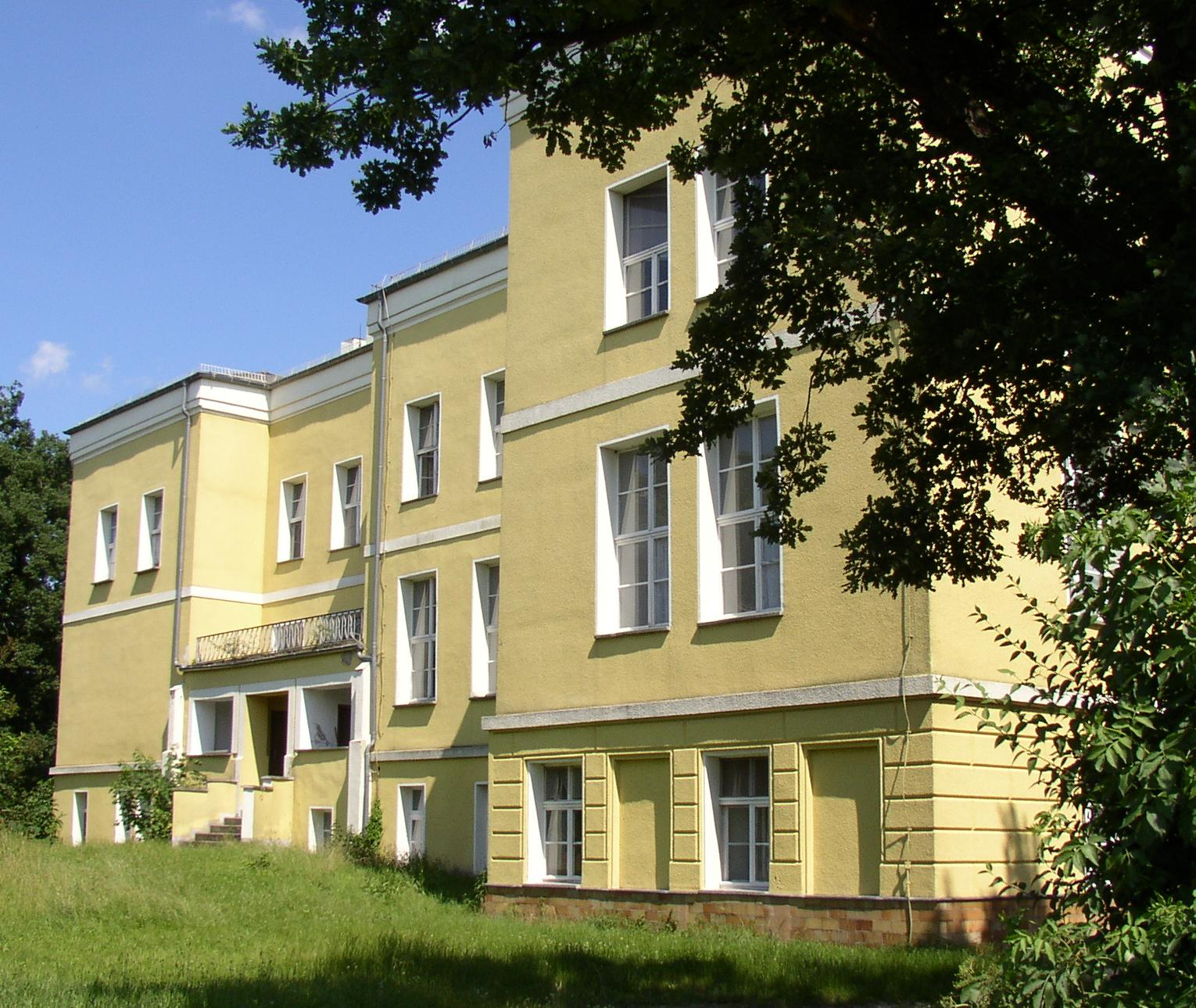
Selbelangs herrgård.
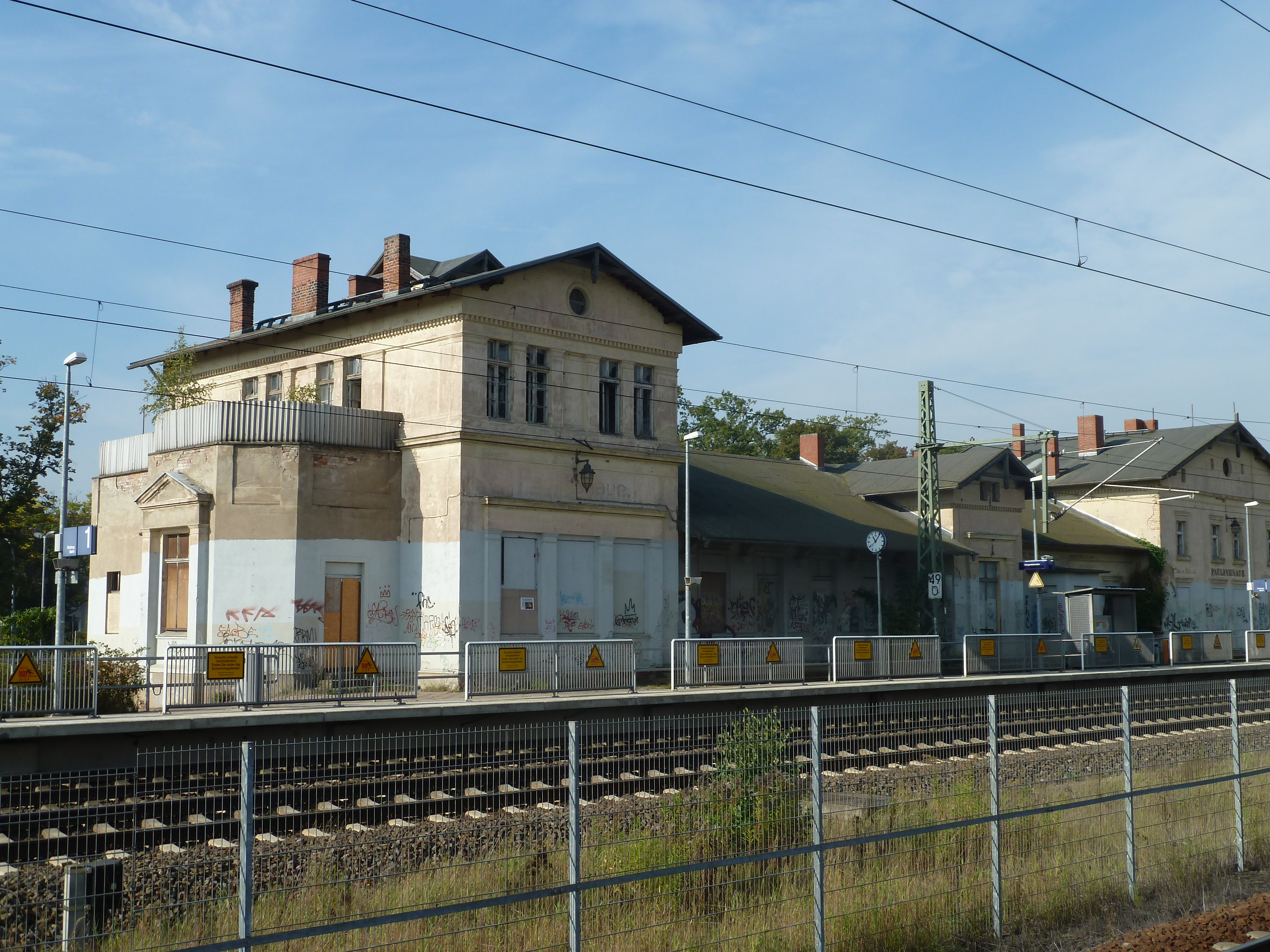
Paulinenaues järnvägsstation. På grund av de passerande ICE-höghastighetstågen har skyddsstaket monterats upp.

## Kommunikationer
Närmsta större väg är Bundesstrasse 5 som passerar några kilometer sydväst om orten.
Paulinenaue har en järnvägsstation på järnvägen Berlin - Hamburg, öppnad 1847, och trafikeras omkring en gång i timmen av regionalexpresslinjen RE2 i riktning mot Berlin - Cottbus respektive Wittenberge - Wismar.

## Kända invånare
Fysikern Carl Ramsauer (1879-1955), namngivare till Ramsauer-Townsend-effekten, är begravd i orten.